# Pseudopterogorgia navia
Pseudopterogorgia navia är en korallart som beskrevs av Bayer 1961. Pseudopterogorgia navia ingår i släktet Pseudopterogorgia och familjen Gorgoniidae. Inga underarter finns listade i Catalogue of Life.